# (9776) 1993 VL3
A (9776) 1993 VL3 a Naprendszer kisbolygóövében található aszteroida. Ueda Szeidzsi, Kaneda Hirosi fedezte fel 1993. november 11-én.